# 6813 Amandahendrix
6813 Amandahendrix este o planetă minoră (asteroid), cu un diametru de 12,611 km, din centura de asteroizi. A fost descoperită pe 7 noiembrie 1978 la Observatorul Palomar de Eleanor F. Helin și a fost numită după Amanda Hendrix⁠(d). 
Obiectul prezintă o orbită caracterizată de o semiaxă mare de 3,132121 UAi, o excentricitate de 0,11, o înclinație de 2,57895 ° în raport cu ecliptica.